# Вајмутов бор
Вајмутов бор (лат. Pinus strobus) је зимзелени четинар из рода борова (Pinus). Код нас је ова врста позната и под именом боровац и амерички боровац.

## Распрострањеност
Вајмутов бор је пореклом из североисточних делова Северне Америке. Његов природни ареал обухвата источни део Северне Америке. Од Њуфаундленда се протеже кроз јужну Канаду и државе око Великих језера, па на југ кроз Ајову и Илиноис, преко Апалачких планина све до северних подручја Џорџије.
У Европу је пренет још давне 1705. године и међу страним четинарима, нарочито боровима, заузео је једно од водећих места у пошумљавању и озелењавању.

## Изглед
Вајмутов бор или боровац у свом природном ареалу може нарасти до висине од 25-30 м, мада се могу наћи примерци висине и преко 50 м. Крошња је код млађих стабала пирамидална, док је код старих проширена и неправилна са усправно отклоњеним гранама. Кора дебла је код млађих стабала танка, глатка, сјајна и сивозелена док је код старих дебела и смеђесива. Млади избојци су врло танки, дебели око 2 mm, светло зеленосмеђи, у почетку фино длакави а касније голи.
Пупољци су дугуљастојајасти, ушиљени и мало смоласти. Четине расту по 5 у рукавцу (петоигличасти борови). Танке су, праве, меке, плавозелене, 6-14 cm дуге а око 0,5 mm дебеле. Остају на стаблу 2-3 године. На бочним странама 2-3 реда стома. Рукавац четина брзо отпада.
Вајмутов бор цвета током маја и прве половине јуна. Шишарке су висеће, на дршкама дужине до 2,5 cm, појединачне или до 3 заједно. Дуге су 8-20 cm, смеђе, уско цилиндричне, често слабо закривљене. Сазревају током августа и септембра друге године, када се и отварају на стаблу. Семе је дуго 5-6 mm, широко 4 mm, са криоцем дугим око 2 cm.
Вајмутов бор почиње да плодоноси између 5 и 10 године. Солитерна стабла обилније плодоносе од 20-30 године старости. Пун урод семена је сваке 3-5 године. Размножава се семеном, али може и вегетативно. Размножавање помоћу резница зависи од старости биљака. Резнице са млађих стабала ожиљавају се далеко лакше од оних старијих од 15 година. Расте брзо и у 10-тој години достиже висину од 3-5 м, а у 20-тој 8-10 м.
- Кора дебла
- Четине и мушки цветови
- Млади избојци
- Младе шишарке
- Отворене шишарке

## Станиште
Вајмутов бор је дрво низије, мада се у јужном делу ареала пење до 1500 м. Расте на врло различитим стаништима, где са падавине крећу од 500-1700 mm годишње. Едафске прилике у којима се јавља у свом природном ареалу су пропусна песковита, влажна и кисела тла, ређе глиновита и слабо порозна или непропусна. На слабо дренираним, збијеним, глиновитим и алкалним земљиштима слабије успева. Може се јављати и на иловачама и тресетиштима с бољом дренажом. Отпоран је на хладноћу и добро подноси засену, обзиром на то да се убраја у полухелиофилне врсте. Може да се сади и на мразиштима. У природном ареалу гради чисте састојине или се меша са лишћарима или другим четинарима.
У Европи се добро показао у блажој клими, на песковитом и свежем глиновитом земљишту са просечном количином падавина од 635 – 890 mm годишње.

## Болести
Примена боровца у пошумљавању у Европи донекле ограничена због подложности боровца болести Cronartium ribicola (упала коре боровца). Ова болест напада већину петоигличастих борова, али на вајмутовом бору прави највећу штету. Напада засате свих старосних доба, али највеће штете прави у шумским расадницима и код младих биљака. Старије састојине отпорније су на ову болест. Први напад ове болести у Европи забележен је 1870. године у Финској. Установљено је да за развој ове болести један од домаћина мора бити црна рибизла. Уколико у близини засада вајмутовог бора нема јединки црне рибизле могућност напада упале коре боровца је много мања. Садња боровца у мешовитим састојинама у групама мање је изложена зарази од великих чистих састојина. Засади густог склопа мање су изложени зарази, јер због засене доње гране брже одумиру, а управо су четине на тим гранама јаче изложене зарази. Сузбијање болести много је лакше спроводити у расадницима и млађим састојинама него у старијим састојинама. У шумским културама сузбијање се спроводи санитарном сечом заражених стабала.

## Употреба
Дрво боровца је једричаво, лагано, отпорно и лако за обраду, па се већином користи у грађевинарству, бродоградњи (јарболи), за палете, као целулозно дрво и др. Због квалитетног дрвета и брзог пораста вајмутов бор представља важну узгојну врсту. Може се садити у чистим састојинама, или у мешовитим са аришом, смрчом, белим бором и јелом.

## Значај у озелењавању
Боровац или вајмутов бор такође је радо коришћена и као декоративна врста за озелењавање насеља. Његова декоративност огледа се у облику крошње, плавичастој боји четина и лепим шишаркама. Може се садити појединачно или у мањим групама. Код садње треба избегавати положаје у близини саобраћајница, јер је боровац осетљив на посолицу током зиме.

### Култивари
Издвојен је и описан већи број хортикултурних форми:
- Pinus strobus ’Fastigiata’ - ваљкаста форма,
- Pinus strobus ’Glauca’ - четине плавље него код типичног облика,
- Pinus strobus ’Pendula’ - жалосна форма,
- Pinus strobus ’Prostrata’ - стабло је повијено, а гране се хоризонтално простиру на све стране по земљи,
- Pinus strobus ’Radiata ’ - патуљаста форма,
- Pinus strobus ’Torulosa’ - четине увијене, стабло мањег пораста од типичне форме.

- Pinus strobus ’Fastigiata’
- Pinus strobus ’Pendula’
- Pinus strobus ’Radiata ’
- Pinus strobus ’Torulosa’

## Литератујра
- Вукићевић, Емилија (1982), Декоративна дендрологија (2. изд.), Београд: Привредно финансијски водич, стр. 104—105